# جامعة كوريا

الشعار الدولي للجامعة

جامعة كوريا جامعة بحثية خاصة تقع في سيئول، كوريا الجنوبية. وهي جامعة غير طائفية، وهي من أعرق ثلاث جامعات في البلاد. أسسها إي يونغ إك في عام 1905، ثم انتقلت إلى أنام دونغ في عام 1934. الجامعة هي واحدة من أقدم مؤسسات التعليم العالي في كوريا الجنوبية. ويدرس فيها أكثر من 20,000 طالب
جامعة كوريا هي مؤسسة بحثية مؤلفة من ستة عشر كلية جامعية، الجامعة مشهورة في تاريخ كوريا الجنوبية لكونها أول مؤسسة تعليمية لتقديم البرامج الأكاديمية في مختلف التخصصات، مثل القانون والاقتصاد والصحافة. لدى جامعة كوريا أيضا مرافق تعليمية مساعدة مثل معهد دراسات اللغة الأجنبية، ومعهد التعليم المستمر، ومعهد التعليم الدولي، ومركز للتعليم والتعلم. هناك 115 معهد للبحوث.

## التاريخ

### كلية بوسَنغ
جامعة كوريا أسست في الخامس من مايو عام 1905 كالجامعة بوسَنغ من قبل إي يَنغ إك امين الديوان الملكي. كان المدير الجامعة الأول هو هيي أونغ شن. كمؤسسة أكاديمية من أصل القومية وقد اعتبرت رمزاً للفخر في خلال فترة الاستعمار (1910-1945).
واجهت كلية بوسَنغ الكثير من الصعاب قبل أن تكون جامعة كوريا قد أُسست. قبل فترة وجيزة من تأسيس كلية بوسَنغ كانت «البروتوكول الياباني والكوري» قد وقع وإي يَنغ إك المؤسس للكلية ذهب إلى المنفى لقيادة حركة المقاومة ضد اليابان. خلق المنفى الخاص به ضائقة مالية للمؤسسة. إلا أن لحسن الحظ تم التغلب على الأزمة المالية الأولى عندما كان سَنغ بيونغ هو القائد لتشوندوكيو وهي الحركة القومية والدينية والسياسية في ذلك الوقت، قد تولى إدارة المؤسسة.
في عام 1929 واجهت المؤسسة مره أخرى ضائقة مالية بسبب الركود الحاصل في أنحاء العالم. عندما أصبح كم سَنغ سو مديراً للكلية في عام 1932 أنقذ الكلية في ذاك الوقت، كان يدير مدرسة تشو ونغنغ الوسطى وجريدة دونغا إلبو اليومية.

### إعادة التوطين
في حزيران عام 1932 تولى كم سونغ سو منصب مدير الجامعة وفي عام 1934 تم الانتهاء من المبنى الرئيسي والذي كانت مساحته 63,000 بيونغ من الأراضي الواقعة في أنام دونغ. بدأ بناء المكتبة في عام 1935 في الاحتفال بالذكرى الثلاثين لتأسيس كلية بوسَنغ والذي اكتمل بعد عامين. في يوليو من العام التالي أضيف للحرم الجامعي ملعب رياضي واسع وكان من أكبر الملاعب في ذاك الوقت. كم سَنغ سو كالرئيس الجهد الذي بذله لتطوير كلية بوسونغ لجعلها أول جامعة كورية حقيقية. لكن للأسف آماله لم تتحقق بسبب تدخل الاحتلال الياباني. في نيسان لعام 1944 حكومة الاحتلال الياباني أجبرت كلية بوسَنغ لإعادة تسميتها وجعلها تحت السيطرة اليابانية.

### العصرالحديث
قاعة الجامعة
عقب الاستقلال 1945، حالة كلية بوسَنغ ارتقت إلى جامعة تضم ثلاث كليات، العلوم السياسية والقانون والاقتصاد والتجارة، والآداب. هيون سانغ يون، مدير الجامعة الأول بدأ في توسيع الحرم الجامعي من خلال إزالة الغابات والأراضي. في حزيران لعام 1949، أعلنت جامعة كوريا درجة البكالوريس الأولى في أيلول من العام نفسه وأنشئت كلية الدراسات العليا. واصل الرئيس الرابع يو تشن أو في توسيع جامعة كوريا من خلال إنشاء قسم العلوم في كلية الآداب وإضافة إلى ذلك الكلية الرابعة وهي كلية الزراعة.
في حزيران 1961 المبنى لمكتبة الآداب الحالية (سيوكوان) قد اكتملت. تم الانتهاء من مرافق مختلفة أيضا مثل المتحف، ومختبر الزراعة، والمشتل، ومبان أخرى للخدمات الطلابية. في العام نفسه، تم إضافة مزرعة تجريبية تبلغ مساحتها 1680000 بيونغ إلى المرافق. بالإضافة إلى ذلك تم تجهيز القسمان العلوم والهندسة بالمختبرات والأدوات. في كانون الأول أنشئت المدرسة العليا لإدارة الإعمال الأول من نوعه في كوريا. في تشرين الأول تقاعد يو تشن أو بعد مضي خمس عشر عام من الخدمة كرابع رئيس للجامعة الكورية وخلفه البروفسور إي تشونغ وو كخامس رئيس للجامعة. واصلت جامعة كوريا بعد عام 1966 في التوسع مع زيادة تدريجية في عدد الإدارات داخل كلية العلوم والهندسة وكلية الزراعة. تاسست أيضا المدرسة العليا للتعليم. تم إضافة المزيد من المرافق لمبنى التعليم العام (كيويونغ كوان) ومبنى الاتصالات الشامل (هونغ بو كوان) بما في ذلك المباني الملحقة.
في تشرين الأول لعام 1970 كم سانغ هب بروفسور العلوم السياسية عين كالرئيس السادس للجامعة خلفا لإي تشونغ وو الذي تقاعد في ايلول لذاك العام.في كانون الأول حدث إعادة تنظيم كبير للجامعة.وفقا للمدة خطة التطوير كل كليات جامعة وو سوك بالإضافة للطب ومكتبة الآداب والعلوم والقانون والاقتصاد ووكذلك كلية العلوم الصحية ومستشفى يوو سوك تم دمجها بالكامل إلى الجامعة.في حزيران مبنى إدارة الإعمال كيو يانغ كوان تم الانتهاء منه لاستيعاب كلية التجارة والمدرسة العليا للإدارة الإعمال.في كانون الأول في نفس العام أسست كلية التعليم.
الحرم الجامعي الرئيسي
في نيسان 1975الرئيس كم سانغ هيب الذي خلفه تشا راك هون الذي أصبح الرئيس السابع.في كانون الأول 1976 تم إعادة تسمية كلية التجارة إلى كلية إدارة الإعمال.تم إنشاء المدرسة العليا للغذاء والزراعة في كانون الثاني للعام التالي.في كانون الأول1977 كلية الهندسة والعلوم قد تم فصلهم لتكون كلية العلوم وكلية الهندسة.بالإضافة إلى ذلك المكتبة المركزية الأكبر من نوعها في ذاك الوقت في كوريا الجنوبية قد افتتحت في مارس 1978 . في تموز 1983 كلية الطب والمستشفى قد تم توسيعهم وإعادة التنظيم في جامعة كوريا في المركز الطبي الذي ضم بعد ذلك أربعة مستشفيات. هي وا، وغوير، ويوجو وأنسان. في أيلول لعام 1983 افتتح مكتبة العلوم كالمركز للبحث العلمي والتقني وكان في ذلك الوقت أكبر واحدث مبنى في الحرم الجامعي.
في حزيران لعام 2001 اختتمت جامعة كوريا برنامج أكاديمي مشترك مع جامعة كولومبيا البريطانية في كندا تم الانتهاء من صالة حفلات في جامعة كوريا وقدمت شركة SK للاتصالات مساهمة كبيرة في نفس الشهر.في تموز تأسست شعبة الدراسات العالمية وكلية الصحافة والإعلام.في تشرين الأول حصلت جامعة كوريا مصادقيه ISO9001 في كافة المجالات التعليمية والإدارية.
الذكرى المائة للجامعة

### الذكرى المئوية
في 2005 احتفلت جامعة كوريا بالذكرى المئوية في يوم التأسيس الخامس من أيار.
في مارس تم دمج كلية علوم الحياة والتكنولوجيا الحيوية وكلية علوم الحياة والبيئة في كلية علوم الحياة والتكنولوجيا الحيوية. في الوقت ذاته تم إلغاء كلية العلوم الحالية ودمجها بالكلية العلوم المتطورة.
في الوقت الحالي تتكون الجامعة من ستة عشر كليات وأقسام بالإضافة إلى ثمانية عشر مدارس عليا وإحدى عشر مرافق مساعدة بما في ذلك المكتبات والمتحف والمكتب الصحفي للعلاقات العامة.

## الأكاديميات

### الكليات والمدارس
نظمت جامعة كوريا 56 إدارة وبرامج أكاديمية إلى 16 كلية ومدرسة
| - كلية القانون - كلية الاداب - كلية العلوم السياسة والاقتصادية - كلية الاعلام و الاتصالات - كلية وسائط الاعلام و الاتصالات - كلية التصاميم و الفنون - قسم الدراسات العالمية |  | - كلية الطب/ ومدرسه الطب - كلية علوم الحياة و التقنية الحيوية - كلية التعليم - كلية العلوم - كلية الهندسة - كلية العلوم الصحية - كلية التمريض - كلية الدراسات متعددة التخصصات |

### الاقسام والبرامج
| - القانون - ادارة الاعمال - الادارة العامة - الفلسفة - تاريخ كوريا - التاريخ - علم النفس - علم الاجتماع - اللغويات - الصينية الكلاسيكية - اللغة الصينية والادب الصيني - اللغة والادب الإنجليزي - اللغة والادب الفرنسي - اللغة والادب الألماني - اللغة والادب الكوري - اللغة الصينية والادب الياباني - اللغة والادب الروسي - اللغة والادب الإسباني |  | - العلوم السياسة و العلاقات العالمية - الاقتصاد - الرياضيات - الاحصاء - كمياء - علوم الارض و البيئة - فيزياء - علم التغذية - الغذاء و موارد الاقتصاد - الهندسة البيولوجية والهندسة الكميائية - الهندسة البيئية والمعمارية والمدنية - هندسة الحاسب و الاتصالات - علم البيئة والهندسة الإكولوجية - الهندسة الكهربائية - هندسة صناعية وادارية - مواد العلوم والهندسة - الهندسة الميكانيكية - الهندسة المعمارية |  | - الطب - علوم الحياة والتقنية الاحيائية - العلوم الصحية - التمريض - التعليم - التربية البدنية - الاقتصاد المنزلي - الرياضيات التربوية - اللغة الكورية التربوية - اللغة الإنجليزية التربوية - الجغرافيا التربوية - التاريخ التربوي - الحاسب الآلي التربوي - التصاميم و الفنون - الدراسات الدولية - الصحافة والاعلام - دراسات متعددة المجالات |

### برامج متعددة المجالات
| - الدراسات للعلوم والتقنية - الادب المقارن - اللغويات التطبيقية و الدراسات الثقافية - دراسات التراث الثقافي - الثقافة المرئية - هندسةالميكاترونكس - هندسةالأجهزةالدقيقة - أنظمه المإكرو والنانو - معلومات بصرية معالجة |  | - نظام تكنولوجيا الاتصالات - الهندسةالحيويةالميكروسيستم - الصحة العامة - المعلوماتيةالحيوية - الهندسة المالية - التقنية المتقدمة الميكاترونيك المتقاربة - الترجمة الكلاسيكية - الإحصاء الحيوي |

### القبول الانتقائي
القبول في البرنامج الجامعي يعتبر تنافسي للغاية وتستند قرار القبول على نصوص مقدمي الطلب من المدرسة الثانوية وعلاماتهم في كلية كوريا الجنوبية التعليمية لاختبار القدرات فئة السنة الأولى التي دخلت في عام 2012 تلقت الجامعة 90,062 طلب القبول جامعي و 4,326 (4.80%) تم قبولهم من المتقدمين.القبول في جامعة كوريا انتقائي للغاية حيث يتم تجميع الطلبات المحددة ذاتيا وفقط المتفوقين في المدارس الثانوية في أنحاء العالم التقدم بطلب القبول.
| الإحصائيات، 2012             | الإحصائيات، 2012 | الإحصائيات، 2012 | الإحصائيات، 2012 |
| ---------------------------- | ---------------- | ---------------- | ---------------- |
|                              | تطبيقات المتلقاة | عروض القبول      | الانتقاء         |
| الاعمال                      | 6874             | 304              | 4.42%            |
| العلوم الإنسانية والاجتماعية | 21402            | 1384             | 6.47%            |
| علوم الحياة                  | 5956             | 302              | 5.07%            |
| العلوم والهندسة              | 15787            | 924              | 5.85%            |
| الطب                         | 3883             | 57               | 1.47%            |
| التعليم                      | 5695             | 640              | 11.24%           |
| التمريض                      | 628              | 72               | 11.46%           |
| علوم صحية                    | 2260             | 279              | 12.34%           |

### التصنيفات والسمعة
في عام 2013 احتلت الجامعة المركز 145 في العالم والمركز 19 في آسيا من قبل تصنيفات جامعة كيو اس العالمية وأيضا في عام 2014 عرضت جامعة كيو اس العالمية التصنيفات برنامج السياسة في الجامعة، برنامج الاقتصاد، وبرنامج الهندسة الكميائية وبرنامج الاتصالات كانوا من أفضل 50 برنامج في العالم. تشتهر جامعة كوريا بمنشئها القومي في عصر الاستعمار، وأيضا لتفوقها في مجال التعليم القانوني.. في عام 2003 استحوذ طلاب كلية الحقوق في جامعة كوريا أكثر من 15٪ من إجمالي 900 شخص من الذين اجتازوا امتحان المحاماة في كوريا السنوي.
حصلت برامج إدارة الأعمال في جامعة كوريا الاعتراف الدولي من خلال الحصول على رابطة كليات المتقدمة في إدارة الأعمال (AACSB) وعلى شهادات في كل من مستويات البكالوريوس والدراسات العليا والجودة الأوروبية تحسين النظام (EQUIS) للمرة الأولى في كوريا الجنوبية، لتكون مؤهلة للحصول على أعلى شهادتين حسب تقديرات التقييم التعليمي للإعمال. بناء على ذلك، في عام 2007، وزارة التربية والتعليم، بعد تقييم برامج ماجستير في إدارة الأعمال المحلية، واسمه جامعة كوريا بأنها برنامج MBA الأعلى في كوريا الجنوبية. في عام 2008 صنفت المدرسة الوطنية العليا للمناجم في باريس جامعة كوريا المرتبة 12 من 350 من مؤسسات التعليم العالي في العالم استنادا إلى النسخة الثانية من تصنيف المهني في الجامعات العالمية. أيضا في عام 2012 وفقا لتصنيفات فاينانشل تايمز لجامعة كوريا كلية الإعمال التنفيذية لبرنامج MBA، قد احتلت المرتبة الثانية عشر في العالم.
من عام 2003 إلى 2006 أو ين دي الرئيس الحالي للمجلس الرئاسي للعلامات التجارية الوطنية واللجنة التوجيهية لمؤسسة كوريا للاستثمار والرئيس الخامس عشر السابق لجامعة كوريا قد غير صورة الجامعة بشكل جذري وهو تغيير يرمز باتخاذ النبيذ الأحمر بدلا من نبيذ الأرز التقليدي. وقد بدأ بتعزيز الكفاءة التربوية من خلال مضاعفة نشر الشروط اللازمة للترقية أعضاء هيئة التدريس وزيادة نسبة الدروس التي تدرس باللغة الإنجليزية إلى 35٪ من جميع الدورات. وكذلك يضمن ان دروس الفنون الليبرالية الأساسية تدرس من قبل أعضاء هيئة التدريس بدوام كامل وتفرض على كل طالب باستثناء تلك التي في كليات الهندسة، والقانون، والطب التي تقوم بتخصص مزدوج. وظهر أيضا عاطفة مميزة من أجل بناء مساكن للطلاب الجامعة الكورية في جامعة كولومبيا البريطانية في كندا وجامعة لندن في المملكة المتحدة، وتوقيع اتفاقيات التبادل الأكاديمي مع 172من الجامعات في الخارج، وإيفاد 60٪ من موظفي الإدارة إلى أفضل 100 جامعة للتدريب. وسعت أيضا جامعة كوريا مرافقها على الصعيد الدولي. وبدأ من الذكرى المئوية لقاعة سامسونغ التي بنت العديد من المباني الحديثة مثل الصالة الرياضية (هواجونغ) وتايغر بلازا وميدان هانا وتوسيع نطاقها إلى الأماكن التعليمية والثقافية.